# Opština Srbinovo
Srbinovo (makedonsky Србиново) je zaniklá opština (okres) v Severní Makedonii. Sídlem opštiny byla vesnice Srbinovo. 
Opština byla založena v roce 1996, avšak byla zrušena v roce 2004, kdy došlo ke změnám územního rozdělení. Celé její území bylo připojeno k opštině Gostivar. 
Podle sčítání lidu z roku 2002 žilo v této opštině 1 039 obyvatel. 

## Související
- Srbinovo
- Administrativní dělení Severní Makedonie
- Opština Gostivar